# 연대 (연도)

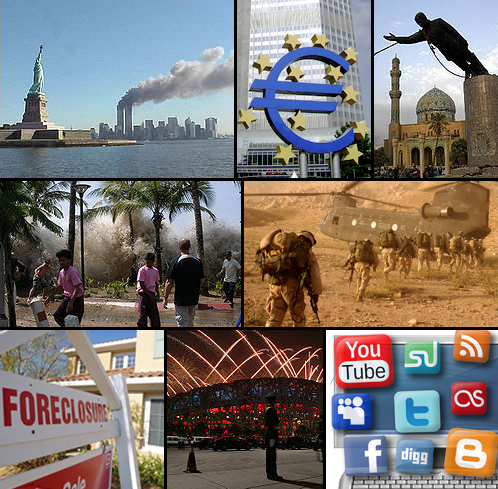

연대(年代, 문화어: 년대, 영어: decade)는 서력에서 연도를 10년 단위로 나눈 단위이며, 모두 뒷자리를 제외한 모든 자리의 년도 숫자가 똑같고 뒷자리 숫자만 0~9의 순서대로 년도 숫자가 부여되는데, 이를 묶은 것을 말한다.

## 같이 보기
- 연대 목록